# Michèle Bellon
Michèle Bellon, née Carlier le 22 janvier 1949 à Bapaume, dans le Pas-de-Calais, est une dirigeante d'entreprise française. Elle est de mars 2010 à 2014 présidente du directoire d’ERDF (Électricité Réseaux Distribution France). Elle était la femme à la tête de la plus importante entreprise française en nombre de salariés (35 000). 

## Biographie

### Jeunesse et vie de famille
Fille de Jeanine Carlier, directrice d'école maternelle, et d'André Carlier, commerçant en matériel agricole, Michèle Bellon a grandi dans la commune de Bapaume. Elle devient interne au lycée Gambetta à Arras en 1961, puis effectue son année de terminale au lycée Fénelon de Lille en 1965.
Mariée depuis le 29 juillet 1972, elle est mère de deux enfants et grand-mère.

### Formation
Élève de classe préparatoire à Lille, Michèle Bellon intègre l’École centrale Paris en tant que vice-major du concours d'entrée. Devenue ingénieur en 1972, elle poursuit ses études aux États-Unis où elle obtient un Master of Science en Nuclear Engineering de l'université Northwestern.

### Carrière chez EDF
En 1974, Michèle Bellon intègre EDF en tant qu’Ingénieur Principal puis adjointe au Chef de Service au sein de la Direction de l’Equipement au cours des dix-sept années qu'elle y passe. 
En 1991, elle devient la première femme nommée directrice adjointe, responsable du Département Ingénierie d’Études du Centre National d’Equipement Thermique. Elle développe alors plusieurs projets de centrales électriques à l’international et assure la mutation des compétences d'EDF.
En 1995, Michèle Bellon rejoint la Direction du Personnel et des Relations Sociales d’EDF-GDF (180 000 salariés) en tant que Directrice de Projets puis Directrice Adjointe et enfin Directrice Déléguée. Dans ces fonctions, elle assure les négociations sociales au sein d'EDF (emploi, temps de travail, formation, salaires, intégration du handicap...) dans le contexte des grèves de 1995. 
De 1999 à 2000, elle est Adjointe au Directeur Général Délégué Clients, au pôle Clients de la Présidence et Direction Générale d’EDF. Elle participe alors au développement international de l'entreprise (EDF Energy, EnBW et EDF Trading). Mi-2000, Michèle Bellon est nommée Directrice de la Division Combustibles d’EDF Pôle Industrie.

### Pilotage de Dalkia
Au titre de ses fonctions au sein du pôle Clients, Michèle Bellon a assuré l'entrée d'EDF au capital de la division énergie de Veolia : Dalkia.
En  2001, elle rejoint le Groupe Veolia, à la demande d'EDF, en tant que directrice générale adjointe de Veolia Énergie (Dalkia) et directrice générale de Dalkia International. Principal interlocutrice des collectivités locales, elle est également chargée de négocier avec les partenaires industriels.

### Dirigeante d'ERDF
En mars 2010, elle est nommée Présidente du Directoire d’ERDF après le départ de Michel Francony.  Elle considère ERDF comme « une entreprise qui repose sur deux pieds. Des hommes et des femmes, des compétences, avec une véritable expertise, un véritable dévouement, un véritable engagement de service public. Et les technologies, les technologies de câbles et de transformateurs, mais également demain de compteurs communicants ».
Autre chantier sur lequel elle se penche, l'amélioration des relations avec la FNCCR, la fédération nationale des autorités concédantes des réseaux de distribution d'électricité. Pour cela, l'organisation régionale d'ERDF a été revue sous sa supervision afin de faciliter les contacts entre responsables d'ERDF et élus locaux,. Michèle Bellon a par ailleurs entrepris de dialoguer, directement avec les autorités concédantes, et de signer plusieurs chartes avec les représentants des collectivités locales (FNCCR, AMRF...). Impliquée dans le domaine de l'intégration du handicap, la dirigeante d'ERDF a également signé avec Éric Besson, ministre de l'industrie, un accord de coopération en septembre 2011 pour réduire la « fracture numérique » dont souffrent les personnes les plus fragiles. Sur la place des femmes dans le monde de l'entreprise, Michèle Bellon admet que "nous ne sommes pas très nombreuses comme patronnes d’entreprise" et qu'au sein d'ERDF son objectif est d'atteindre 20 % de femmes dans l'entreprise d'ici 2015 (18 % mi-2012). 
Afin de moderniser le réseau électrique de distribution, Michèle Bellon s'implique dans le développement des réseaux électriques intelligents, notamment au travers du compteur communicant Linky, pour assurer l'intégration sur le réseau des énergies renouvelables et le développement de la voiture électrique. À l'origine du projet Grid4EU, la dirigeante d'ERDF œuvre à la coordination des différentes initiatives européennes dans le domaine des réseaux intelligents,. À l'échelle nationale, cette volonté se traduit par la multiplication des expérimentations de ces nouveaux types de réseaux (NiceGrid, GreenLys…). En novembre 2012, la présidente du directoire d'ERDF accompagne Delphine Batho, ministre de l'écologie, en visite dans l'usine de Landis+Gyr à Montluçon où sont assemblés les compteurs communicants Linky produits par cette entreprise.
Depuis l’arrivée de Michèle Bellon, le temps moyen de coupure d’électricité a baissé de 39 % entre 2010 et 2011. Cette amélioration s’explique par une météorologie beaucoup plus favorable que l'année précédente. la hausse des investissements d’ERDF portés à près de 3 milliards d’euros par an pourrait avoir un effet stabilisateur à long terme , tout en redressant la situation financière de l’entreprise. Lors de la tempête Joachim, Michèle Bellon est intervenue dans le pilotage de la cellule de crise et de la force d’intervention rapide électricité (FIRE) mobilisées par ERDF en cas de coupures électriques de grande ampleur. 
Son premier mandat achevé en décembre 2012, Michèle Bellon a été réélue le 11 janvier 2013 à la tête d'ERDF.
Le 24 janvier 2014, elle laisse la place de président du directoire d'ERDF à Philippe Monloubou car, à  65 ans, elle a atteint la limite d'âge fixée par les statuts d'ERDF.

### Poursuite de sa carrière
Depuis 2014, Michèle Bellon est membre du conseil d'administration de la RATP et de la société danoise Athena Investments. Elle est également membre du conseil d'administration de HF Company depuis 2016. Elle était administratrice  de l'Institut Pasteur de Shanghai,.

## Décorations
- Chevalière de l'ordre national du Mérite, le 13 septembre 2000[39]
- Chevalière de la Légion d'honneur, le 14 juillet 2010[40]
- Officière de l'ordre national du Mérite, le 15 mai 2014[39]